# Rhiodenticulatus
Rhiodenticulatus is een geslacht van uitgestorven captorhiniden, bekend uit het Vroeg-Perm van Rio Arriba County, New Mexico.

## Naamgeving
Rhiodenticulatus werd benoemd in 1986 door David S. Berman en Robert R. Reisz en de typesoort is Rhiodenticulatus heatoni. De geslachtsnaam is afgeleid van het Grieks ῥίον en betekent 'piek met kleine tanden', een verwijzing naar de uitstekende snuit. De soortaanduiding eert de paleontoloog Malcolm J. Heaton.
Rhiodenticulatus is bekend van het holotype UCMP 35757, driedimensionaal geconserveerde bijna volledige schedel- en postcraniale elementen, en van toegewezen exemplaren, die afkomstig zijn van een tweede individu, UCMP 40209 en UCMP 40210. Alle exemplaren zijn verzameld in de Camp Quarry (UCMP V -2814 vindplaats), uit de Cutler-formatie van New Mexico, daterend uit de Sakmarien fase van de vroege Cisuralien Serie.

## Beschrijving
Rhiodenticulatus is klein voor een captorhinide, met een schedellengte van ongeveer vijfenveertig millimeter, en in de meeste opzichten is de schedel vrij basaal. Hij heeft echter enkele ongebruikelijke kenmerken; het traanbeen is verticaal zeer hoog en dus heeft de snuit een koepelvormig uiterlijk. De tanden zijn ook ongebruikelijk, in die zin dat de premaxillaire tanden homodont zijn - de meeste captorhiniden hadden één grote premaxillaire tand en verschillende iets kleinere - en de middelste maxillaire tanden zijn ongelijk, met een ongeveer twee keer zo breed aan de basis als de andere, maar met dezelfde hoogte. De postcraniale botten vertonen geen verschillen met die van andere captorhiniden.

## Fylogenie
Rhiodenticulatus staat vrij basaal onder captorhiniden, omdat het slechts één rij tanden, een slank supratemporaal bot en een relatief groot foramen pineale (in verhouding tot de schedelgrootte) heeft, die vergelijkbaar zijn met de verwante basale soort Procaptorhinus.